# Stazione di Tōbu-shijō-mae
La stazione di Tōbu-shijō-mae (東部市場前駅?, Tōbu-shijō-mae-eki) è una stazione ferroviaria situata nel quartiere di Higashisumiyoshi-ku a Osaka, sulla linea principale Kansai (linea Yamatoji), in Giappone.

## Linee

### Treni
- JR West
  - ■ Linea Yamatoji

## Caratteristiche
La stazione ha due banchine laterali serventi due binari passanti.
| 1 | ■ Linea Yamatoji | per Ōji, Nara e Takada               |
| 2 | ■ Linea Yamatoji | per Tennōji, Shin-Imamiya e Namba JR |

## Stazioni adiacenti
| «                                 | Servizio       | »              |
| Linea Yamatoji                    | Linea Yamatoji | Linea Yamatoji |
| --------------------------------- | -------------- | -------------- |
| Tennōji                           | Locale         | Hirano         |
| Tutti gli altri treni non fermano |                |                |